# Myiopharus nigrifacies
Myiopharus nigrifacies är en tvåvingeart som först beskrevs av Jacques-Marie-Frangile Bigot 1889.  Myiopharus nigrifacies ingår i släktet Myiopharus och familjen parasitflugor. Inga underarter finns listade i Catalogue of Life.